# Česko-slovenský Superpohár
Česko-slovenský Superpohár (kvůli návaznosti na Československý pohár hraný do roku 1993 uváděný i jako Česko-slovenský fotbalový pohár, slovensky Česko-slovenský futbalový pohár) je fotbalový zápas mezi vítězem českého fotbalového poháru (MOL Cup) a vítězem slovenského fotbalového poháru (Slovnaft Cup) hraný v létě před startem nové fotbalové sezóny. Navazuje na tradici Československého poháru (zejména z let 1969–1993, kdy se hrál zvlášť Český a Slovenský pohár a finálový zápas mezi českým a slovenským týmem se pak odehrál jako Československý pohár, jeho vítězi navíc zajišťoval kvalifikaci do Poháru vítězů pohárů). Vítěz Česko-slovenského Superpoháru se tímto zápasem nekvalifikuje do žádné ze soutěží pořádaných UEFA či FIFA, triumf v národním poháru (českém či slovenském) mu však zaručuje start v evropských pohárech, konkrétně v některé fázi Evropské ligy UEFA.
Premiérový ročník se odehrál 23. června 2017 na Městském stadionu Miroslava Valenty v Uherském Hradišti (Česko) mezi mužstvy FC Fastav Zlín a ŠK Slovan Bratislava. Zlín vyhrál 6:5 v penaltovém rozstřelu (řádná hrací doba skončila remízou 1:1).

## Historie
V éře Československa prošla fotbalová pohárová soutěž v roce 1969 reorganizací. Vznikly 2 soutěže: Český a Slovenský pohár, jehož vítězové se utkali ve finálovém střetnutí (oficiálně Československý pohár, de facto Superpohár). Vítěz Československého poháru se kvalifikoval do evropského poháru – Poháru vítězů pohárů (PVP). V úvodní sezóně po reorganizaci 1969/70 proti sobě stanula v Československém poháru mužstva TJ Gottwaldov jako vítěz Českého poháru a Slovan Bratislava jakožto vítěz Slovenského poháru. Dvojutkání skončilo remízami 3:3 a 0:0, TJ Gottwaldov poté zvítězil na pokutové kopy 4:3.
V posledním ročníku Československého poháru 1992/93 se střetly týmy Sparta Praha za českou stranu a 1. FC Košice za slovenskou. Hrálo se již pouze jedno utkání, 1. FC Košice v něm zvítězil 5:1. Po rozdělení Československa na dva samostatné státy se již další ročník neuskutečnil a Československý pohár zanikl. V obou nástupnických zemích, Česku a Slovensku, se pokračovalo od sezóny 1993/94 v národních pohárech: českém fotbalovém poháru (tehdy Pohár ČMFS) v Česku a slovenském fotbalovém poháru na Slovensku. V obou zemích se také po určitou dobu či příležitostně hrály národní Superpoháry – zápasy mezi vítězi nejvyšší fotbalové ligy a národního poháru v dané republice: Český Superpohár v letech 2010–2015 v Česku a Slovenský Superpohár v letech 1993–2014 na Slovensku.
Od roku 2015 probíhala jednání mezi Fotbalovou asociací České republiky a Slovenským fotbalovým svazem ohledně vzniku Česko-slovenského Superpoháru navazujícího na tradici Československého poháru.
Iniciativu podporovala i obchodní skupina MOL. Holding MOL je partnerem a sponzorem jak českého poháru (zde pod značkou MOL Cup), tak i slovenského poháru (zde Slovnaft Cup). Mládežnické týmy z obou zemí se již několik let utkávají v duelu o Česko-slovenský pohár.

Úvodní ročník měl dějiště 23. června 2017 na Městském stadionu Miroslava Valenty v Uherském Hradišti, střetla se v něm mužstva FC Fastav Zlín – vítěz českého poháru a ŠK Slovan Bratislava – vítěz slovenského poháru.
Druhý ročník se měl odehrát 29. června 2018 v Bratislavě na stadionu Pasienky, z bezpečnostních důvodů však byl na doporučení Policejního sboru SR zrušen (ve městě probíhalo souběžně více akcí). V utkání se měly střetnout mužstva ŠK Slovan Bratislava a SK Slavia Praha. Místo toho kluby sehrály pouze přátelský zápas v pražském Edenu nazvaný o pohár Ferdinanda Daučíka, které Slovan Bratislava vyhrál 1:0.
Druhý oficiální ročník se tedy konal až v červenci 2019. Právo účasti si vybojovaly týmy Slavia Praha a FC Spartak Trnava. Původně se mělo hrát v Dunajské Stredě, z bezpečnostních důvodů bylo místo konání přesunuto do Trnavy. Slavia porazila Trnavu 3:0.

## Přehled ročníků
Pozn.: vítěz utkání je zvýrazněn tučně, číslo v závorce znamená počet titulů klubu k danému roku
| Česko-slovenský Superpohár | Česko-slovenský Superpohár       | Česko-slovenský Superpohár | Česko-slovenský Superpohár           | Česko-slovenský Superpohár                                           |
| Ročník                     | Vítěz českého fotbalového poháru | Výsledek                   | Vítěz slovenského fotbalového poháru | Stadion                                                              |
| -------------------------- | -------------------------------- | -------------------------- | ------------------------------------ | -------------------------------------------------------------------- |
| 23. 6. 2017 Detaily        | FC Fastav Zlín (1)               | 1:1 (6:5 pen.)             | ŠK Slovan Bratislava                 | Městský fotbalový stadion Miroslava Valenty, Uherské Hradiště, Česko |
| 2018                       | SK Slavia Praha                  | nehrálo se                 | ŠK Slovan Bratislava                 | Štadión Pasienky, Bratislava                                         |
| 6. 7. 2019 Detaily         | SK Slavia Praha (1)              | 3:0                        | FC Spartak Trnava                    | City Arena Trnava, Trnava, Slovensko                                 |
| 2020                       | AC Sparta Praha                  | nehrálo se                 | ŠK Slovan Bratislava                 |                                                                      |